# فن اکسپو کانادا
فن اکسپو کانادا (انگلیسی: Fan Expo Canada) یک گردهمایی سالانه طرفداران ادبیات گمانه‌زن است که در تورنتو، انتاریو برگزار می‌شود. این نمایشگاه به عنوان نمایشگاه ملی کتاب کمیک کانادا در سال ۱۹۹۵ توسط شرکت هوبی استار مارکینگ تأسیس شد. شامل بخش‌هایی با مارک مشخص، از جمله GX (نمایشگاه گیمینگ) و SFX (نمایشگاه علمی تخیلی)، و قبلاً CNAnime (نمایشگاه ملی انیمیشن کانادا) است. فن اکسپو کانادا یک رویداد چهار روزه (پنجشنبه تا یکشنبه) است که معمولاً آخر هفته قبل از روز کارگر در طول تابستان در مرکز همایش متروی تورنتو برگزار می‌شود.